# Stora Malö
Stora Malö (estniska: Lõuna-Malusi eller Suur-Malusi) är en ö i Finska viken utanför Estlands nordkust. Den ligger i Jõelähtme kommun i landskapet Harjumaa, 40 km nordost om huvudstaden Tallinn. Arealen uppgår till 0,07 km². Den är den sydligaste och största ön i ögruppen Malusi som består av Lilla Malö (estniska: Põhja-Malusi eller Väike-Malusi) och Vahekari. De ligger i bukten Kolga laht. 
Klimatet i området är tempererat. Årsmedeltemperaturen i trakten är 5 °C. Den varmaste månaden är augusti, då medeltemperaturen är 16 °C, och den kallaste är februari, med −2 °C.

### Fotnoter
1. ↑  Lõuna-Malusi hos Geonames.org (cc-by); post uppdaterad 2012-01-17; databasdump nerladdad 2015-09-05
2. ↑  ”NASA Earth Observations Data Set Index”. NASA. Arkiverad från originalet den 28 november 2017. https://web.archive.org/web/20171128214629/https://neo.sci.gsfc.nasa.gov/dataset_index.php. Läst 30 januari 2016.